# Mambos by Tito Puente - Volume 3
Mambos by Tito Puente - Volume 3 è un album di Tito Puente, pubblicato dalla Tico Records nel 1952. Il disco contiene brani usciti in precedenza su 78 giri e registrati a New York dal 1949 al 1951.
In seguito i brani dell'album furono inseriti in varie compilation di Tito Puente fra cui Mambos with Puente (1992) e The Complete 78s, Vol.1 (2008).

## Tracce
Lato A
1. Esy – 2:54 (Tito Puente)
2. Vibe mambo – 2:58 (Tito Puente)
3. Soy feliz – 3:22 (José Ménendez)
4. No lo halgo mas – 3:07 (Juanito Blez)

Lato B
1. Oye lo que tiene el mambo – 3:14 (Tito Puente)
2. Nuevo mambo – 2:41 (Tito Puente)
3. Baile mi mambo – 3:02
4. Drinking Mambo – 2:36

## Musicisti
Tito Puente y su Orquesta
- Tito Puente - timbales, vibrafono, leader
- Vicentino Valdez - voce, maracas
- Bobby Escoto -  voce, maracas
- Jimmy Frisaura - tromba
- Frank La Pinto - tromba
- Gene Pappetti - tromba
- Gil López - pianoforte
- Luis Varona - pianoforte
- Edward Grimm - sassofono
- Irving Butler - sassofono
- Sol Rabinowitz - sassofono
- Joseph Herde - sassofono
- Amado Visoso - contrabbasso
- Manny Oquendo - bongos
- Mongo Santamaría - congas
- Frankie Colón - congas